# Apteracla rafaeli
Apteracla rafaeli är en insektsart som beskrevs av Andrej Vasiljevitj Gorochov 2009. Apteracla rafaeli ingår i släktet Apteracla och familjen syrsor. Inga underarter finns listade i Catalogue of Life.